# Mistrzostwa Czech w Lekkoatletyce 2012
43. Mistrzostwa Czech w Lekkoatletyce – zawody lekkoatletyczne, które odbyły się 16 i 17 czerwca 2012 w Vyškovie, na stadionie „Za parkem”.

## Rezultaty

### Mężczyźni
| Konkurencja:                  | Złoto                                                              | Wynik    | Srebro                                                         | Wynik    | Brąz                                                                  | Wynik    |
| Bieg na 100 m                 | Lukáš Milo                                                         | 10,39    | Rostislav Šulc                                                 | 10,40    | Petr Szetei                                                           | 10,57    |
| Bieg na 200 m                 | Pavel Maslák                                                       | 20,60    | Vojtěch Šulc                                                   | 20,82    | Petr Szetei                                                           | 21,01    |
| Bieg na 400 m                 | Daniel Němeček                                                     | 46,36    | Jan Tesař                                                      | 46,56    | Petr Lichý                                                            | 47,16    |
| Bieg na 800 m                 | Miroslav Burian                                                    | 1:52,06  | Martin Čapek                                                   | 1:52,39  | Martin Hošek                                                          | 1:52,65  |
| Bieg na 1500 m                | Lukáš Kourek                                                       | 3:51,83  | Roman Rudolecký                                                | 3:51,84  | Ondřej Klesnil                                                        | 3:52,22  |
| Bieg na 5000 m                | Jan Kreisinger                                                     | 14:28,41 | Vít Pavlišta                                                   | 14:43,35 | Jiří Homoláč                                                          | 14:45,60 |
| Bieg na 10 000 m              | Milan Kocourek                                                     | 29:33,56 | Ondřej Fejfar                                                  | 30:35,85 | Jakub Bajza                                                           | 30:44,80 |
| Bieg uliczny na 10 km         | Milan Kocourek                                                     | 30:18    | Jiří Homoláč                                                   | 30:29    | Jan Kreisinger                                                        | 30:51    |
| Bieg przełajowy na 3,755 km   | Petr Vitner                                                        | 10:51    | Lukáš Kourek                                                   | 10,51    | David Kučera                                                          | 11:06    |
| Bieg przełajowy na 10 km      | Milan Kocourek                                                     | 30,11    | Jan Kreisinger                                                 | 30:40    | Jakub Bajza                                                           | 30:50    |
| Bieg górski                   | Jiří Homoláč                                                       | 56,53    | Jiří Magál                                                     | 57:56    | Jiří Voják                                                            | 58:07    |
| Półmaraton                    | Vít Pavlišta                                                       | 1:07:05  | Jakub Bajza                                                    | 1:07:09  | Jan Kreisinger                                                        | 1:07:44  |
| Maraton                       | Jan Kreisinger                                                     | 2:16:26  | Petr Pechek                                                    | 2:18:51  | Robert Krupička                                                       | 2:18:52  |
| Bieg na 110 m przez płotki    | Petr Peňáz                                                         | 13,87 PB | Václav Sedlák                                                  | 14,02 PB | Tomáš Kavka                                                           | 14,10 PB |
| Bieg na 400 m przez płotki    | Václav Barák                                                       | 50,04    | Michal Brož                                                    | 50,92    | Michal Uhlík                                                          | 51,25    |
| Bieg na 3000 m z przeszkodami | Milan Kocourek                                                     | 9:04,13  | Martin Kučera                                                  | 9:05,42  | Lukáš Olejníček                                                       | 9:05,83  |
| Sztafeta 4 × 100 m            | Spartak Praha 4 Jan Feher Rostislav Šulc Vojtěch Šulc Ondřej Benda | 40,10    | Dukla Praha Michal Čada Lukáš Šťastný Pavel Maslák Petr Lichý  | 40,47    | TEPO Kladno Marek Bakalár Ivo Krsek Matyáš Myškovský Tomáš Nešvera    | 41,98    |
| Sztafeta 4 × 400 m            | Dukla Praha Petr Lichý Pavel Maslák Jakub Holuša Daniel Němeček    | 3:05,31  | Slavia Praha Tomáš Krupka Martin Čapek Tomáš Pelc Václav Barák | 3:10,61  | Dukla Praha B Matěj Pavlíček Matěj Blahůt Michal Brož Miroslav Burian | 3:11,37  |
| Chód na 20 km                 | Karel Ketner                                                       | 1:28:12  | Lukáš Gdula                                                    | 1:33:21  | Pavel Schrom                                                          | 1:35:35  |
| Chód na 50 km                 | Lukáš Gdula                                                        | 4:14:56  | Karel Ketner                                                   | 4:27:21  | Antonín Kozelka                                                       | 4:52:00  |
| Skok wzwyż                    | Jaroslav Bába                                                      | 2,20     | Josef Skrčený                                                  | 2,11     | Martin Heindl                                                         | 2,11     |
| Skok o tyczce                 | Jan Kudlička                                                       | 5,45     | Lukáš Bechyně                                                  | 5,35     | Michal Balner Adam Pašiak Lukáš Posekaný                              | 5,20     |
| Skok w dal                    | Roman Novotný                                                      | 8,05     | Štěpán Wagner                                                  | 7,90     | Radek Juška                                                           | 7,71     |
| Trójskok                      | Martin Vachata                                                     | 15,46    | Stanislav Sajdok                                               | 15,34    | Jiří Vondráček                                                        | 15,18    |
| Pchnięcie kulą                | Ladislav Prášil                                                    | 19,79    | Antonín Žalský                                                 | 19,64    | Vladislav Tuláček                                                     | 18,63    |
| Rzut dyskiem                  | Igor Gondor                                                        | 59,51    | Marek Bárta                                                    | 58,21    | Tomáš Voňavka                                                         | 57,55    |
| Rzut młotem                   | Lukáš Melich                                                       | 78,22    | Michal Fiala                                                   | 68,89 PB | Miroslav Pavlíček                                                     | 63,52    |
| Rzut oszczepem                | Vítězslav Veselý                                                   | 81,15    | Petr Frydrych                                                  | 79,10    | Jakub Vadlejch                                                        | 72,42    |
| Dziesięciobój                 | Marek Lukáš                                                        | 7448     | Pavel Baar                                                     | 7282     | Michal Štefek                                                         | 7123     |

### Kobiety
| Konkurencja:                  | Złoto                                                                              | Wynik    | Srebro                                                                         | Wynik    | Brąz                                                                         | Wynik    |
| Bieg na 100 m                 | Kateřina Čechová                                                                   | 11,32    | Barbora Procházková                                                            | 11,69    | Iveta Mazáčová                                                               | 11,78    |
| Bieg na 200 m                 | Kateřina Čechová                                                                   | 23,45    | Zuzana Hejnová                                                                 | 23,93    | Barbora Procházková                                                          | 24,22    |
| Bieg na 400 m                 | Jitka Bartoničková                                                                 | 52,72    | Lenka Masná                                                                    | 53,02    | Jana Slaninová                                                               | 54,39    |
| Bieg na 800 m                 | Sylva Škabrahová                                                                   | 2:08,29  | Dana Šatrová                                                                   | 2:08,94  | Diana Mezuliáníková                                                          | 2:09,19  |
| Bieg na 1500 m                | Tereza Čapková                                                                     | 4:12,49  | Lucie Sekanová                                                                 | 4:24,31  | Lucie Špatenková                                                             | 4:38,53  |
| Bieg na 5000 m                | Květoslava Pecková                                                                 | 16:51,86 | Kristiina Mäki                                                                 | 17:08,16 | Monika Preibischová                                                          | 17:19,62 |
| Bieg na 10 000 m              | Ivana Sekyrová                                                                     | 35:12,47 | Květoslava Pecková                                                             | 35:40,92 | Monika Preibischová                                                          | 36:17,78 |
| Bieg uliczny na 10 km         | Monika Preibischová                                                                | 34:53    | Ivana Sekyrová                                                                 | 35:02    | Kristiina Mäki                                                               | 35:08    |
| Bieg przełajowy na 6,3 km     | Pavla Schorná                                                                      | 21:41    | Monika Preibischová                                                            | 21:41    | Ivana Sekyrová                                                               | 21:44    |
| Bieg górski                   | Taťána Metelková                                                                   | 1:10:03  | Iva Milesová                                                                   | 1:11:22  | Pavla Havlová                                                                | 1:11:42  |
| Półmaraton                    | Petra Pastorová                                                                    | 1:18:18  | Marta Fenclová                                                                 | 1:22:14  | Jindřiška Martínková                                                         | 1:23:28  |
| Maraton                       | Petra Pastorová                                                                    | 2:39:42  | Radka Churáňová                                                                | 2:55:22  | Michaela Mertová                                                             | 2:57:21  |
| Bieg na 100 m przez płotki    | Lucie Škrobáková                                                                   | 13,40    | Zuzana Hejnová                                                                 | 13,47    | Jana Sotáková                                                                | 13,75 PB |
| Bieg na 400 m przez płotki    | Denisa Rosolová                                                                    | 54,38    | Zuzana Bergrová                                                                | 56,67    | Kateřina Hálová                                                              | 59,30    |
| Bieg na 3000 m z przeszkodami | Michaela Drábková                                                                  | 10:42,72 | Helena Tlustá                                                                  | 10:43,80 | Petra Kubešová                                                               | 10:55,77 |
| Sztafeta 4 × 100 m            | USK Praha Barbora Procházková Martina Schmidová Klára Seidlová Pavlína Humpolíková | 45,80    | Olymp Praha Iveta Mazáčová Veronika Vojtíková Monika Táborská Kateřina Čechová | 46,03    | Olymp Brno Martina Černochová Pavla Hřivnová Eliška Moravcová Markéta Mrňová | 47,27    |
| Sztafeta 4 × 400 m            | Olymp Brno Eliška Kutrová Denisa Prokešová Sylva Škabrahová Kamila Němcová         | 3:52,49  | Sokol Kolín Petra Sotonová Žaneta Sovadinová Helena Jiranová Karolína Novotná  | 3:57,51  | AK Zlín Petra Muzikantová Michaela Palová Nicol Janeková Kateřina Hálová     | 3:57,53  |
| Chód na 20 km                 | Lucie Pelantová                                                                    | 1:34:26  | Zuzana Schindlerová                                                            | 1:36:11  | Hana Herberová                                                               | 1:55:00  |
| Skok wzwyż                    | Romana Dubnova                                                                     | 1,82     | Nikola Pařilová Nela Severová                                                  | 1,75     | -                                                                            |          |
| Skok o tyczce                 | Monika Chlebíková                                                                  | 3,65     | Nikol Jiroutová                                                                | 3,65     | Kateřina Valová                                                              | 3,65 PB  |
| Skok w dal                    | Eliška Klučinová                                                                   | 6,17     | Lucie Májková                                                                  | 6,12     | Anna Švecová                                                                 | 6,07     |
| Trójskok                      | Lucie Májková                                                                      | 13,60 PB | Martina Šestáková                                                              | 12,74 PB | Klára Michalská                                                              | 12,64    |
| Pchnięcie kulą                | Jana Kárníková                                                                     | 16,13    | Markéta Červenková                                                             | 15,60    | Romana Grómanová                                                             | 14,24    |
| Rzut dyskiem                  | Eliška Staňková                                                                    | 56,19    | Věra Pospíšilová-Cechlová                                                      | 55,65    | Jitka Kubelová                                                               | 51,96    |
| Rzut młotem                   | Tereza Králová                                                                     | 68,19    | Kateřina Šafránková                                                            | 65,62    | Kristýna Kroužková                                                           | 62,01    |
| Rzut oszczepem                | Barbora Špotáková                                                                  | 64,40    | Irena Šedivá                                                                   | 55,82    | Jarmila Klimešová                                                            | 54,88    |
| Siedmiobój                    | Markéta Malariková                                                                 | 5352     | Aneta Komrsková                                                                | 5135     | Alena Galertová                                                              | 5087     |